# لاوشا
لاوشا (بالألمانية: Lauscha) هي بلدة ألمانية تقع في ألمانيا في زونهبرغ.  يقدر عدد سكانها بـ 70,000 نسمة .